# 李儀 (僉都御史)
李儀（—1437年2月），涿縣人，明朝官員。
永樂年間，李儀以薦舉授戶部主事。宣德年間，明宣宗平定朱高煦叛亂后，李儀請求削去趙王護衛，尚書張本亦贊同，而明宣宗不予批准，而把此話轉給趙王，趙王隨後主動請求撤去護衛，使得叔侄關係仍相處無事。李儀之後擔任九江府知府，有惠政。
明英宗繼位后，他以右僉都御史巡撫其地。次年，與甘肅將蔣貴、史昭合擊朵兒只伯。隨後被石亨誣陷，正统二年（1437年）二月，被劾下吏瘐死。